# 南44線
 南44線，「港東～太西」線，是位於臺南市的一條區道，西起臺南市西港區港東里西側，南至臺南市西港區檨林里太西，全長 4.618 公里。南44線為一條路線形狀特別曲折的西港區內區道。

## 行經行政區域
臺南市
- 西港區

## 支線
南44-1線
- 起訖點：西港～八份
- 里程：2.445k
- 行經行政區域：
  - 西港區：

- 歷史沿革：

## 沿線景點及寺廟
- 南44線沿線：
  - 西港區：
- 南44-1線沿線：
  - 西港區：

## 連接道路
- 南44線沿線可連接以下公路：
  - 市道173號（本區道起點與終點）
  - 南40線（經東竹林處村內道路連接）
  - 南45線
  - 南44-1線
- 南44-1線沿線可連接以下公路：
  - 台19線（本區道支線終點）
  - 南40線（經烏竹林處村內道路連接）
  - 南44線（本區道支線起點）